# André Silva
André Miguel Valente da Silva, noto semplicemente come André Silva (Gondomar, 6 novembre 1995), è un calciatore portoghese, attaccante dell'Elche.

## Caratteristiche tecniche
Inizia la sua carriera calcistica come centrocampista offensivo, per poi trasformarsi in punta pura, distinguendosi per le capacità fisiche e tecniche oltre alla velocità. Paragonato dalla stampa al connazionale Cristiano Ronaldo, quest'ultimo lo ha indicato come possibile erede.

## Carriera

### Club

#### Porto
Appena maggiorenne esordisce con la seconda squadra del Porto in cui colleziona, fino al 2015, 56 presenze e 10 reti. A vent'anni debutta inoltre con la formazione maggiore, raccogliendo 9 apparizioni, condite da un gol, nel campionato d'esordio. Il 17 agosto 2016, alla prima gara in Champions League, realizza un rigore che vale il pareggio contro la Roma. Durante la fase a gironi è invece autore di gol decisivi nella doppia sfida con il Club Brugge, oltre a marcare una doppietta nel 5-0 sul Leicester.
In campionato mette a segno 16 reti in 32 gare, contribuendo al secondo posto dei Dragoni.

#### Milan e prestito al Siviglia

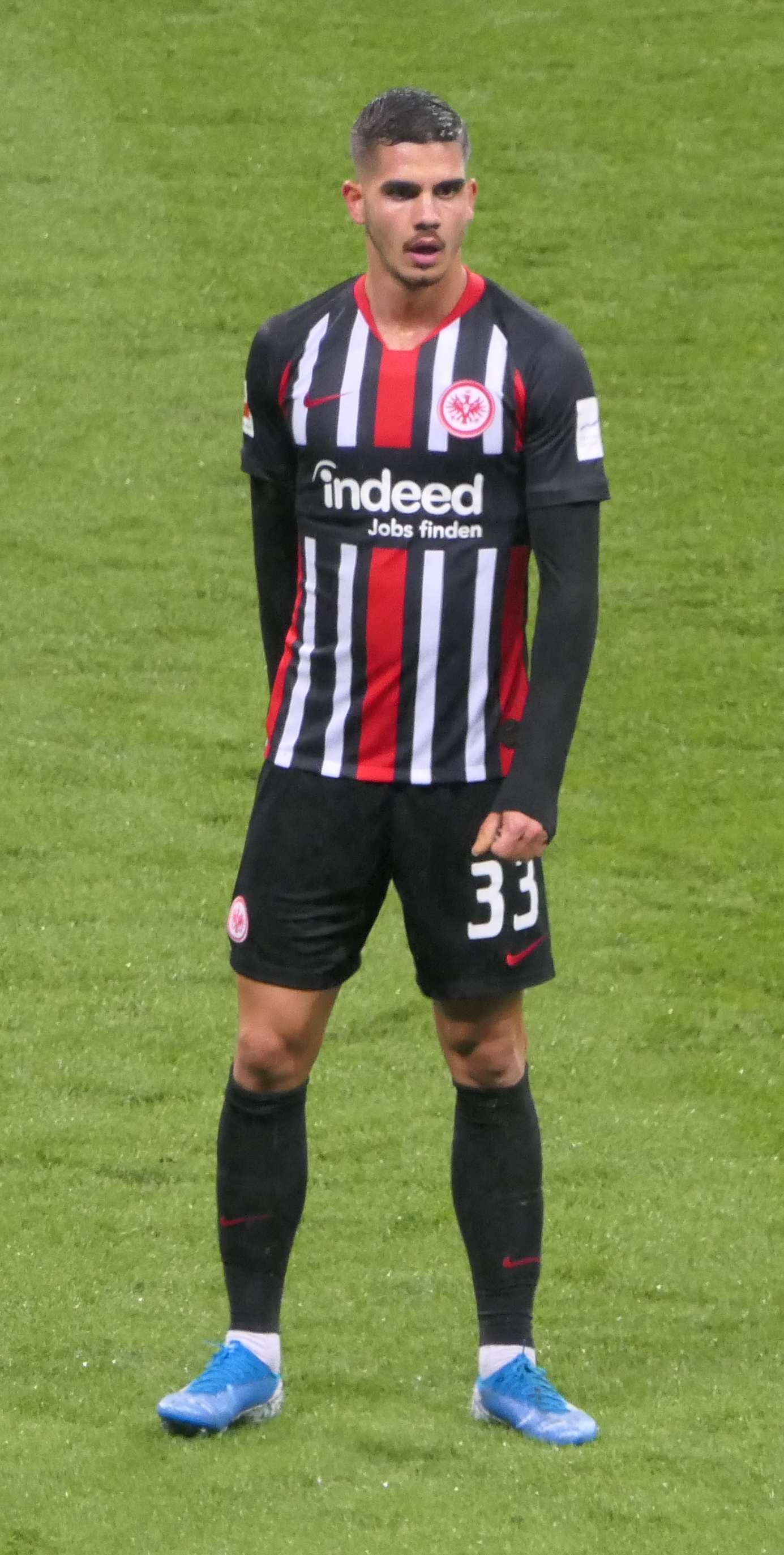
Silva con l'Eintracht Francoforte nel 2019.

Le prestazioni nel calcio lusitano gli valgono la chiamata del Milan, che lo acquista il 12 giugno 2017 per quasi 35 milioni di euro. Esordisce con i rossoneri il 27 luglio, in occasione del preliminare di Europa League con l'Universitatea Craiova; tre settimane più tardi, nella medesima competizione, realizza i primi gol con la nuova squadra, mettendo a referto una doppietta contro lo Škendija (battuto per 6-0). Il 20 agosto compie il suo esordio in Serie A, subentrando a Cutrone nell'ultima mezz'ora di Crotone-Milan (0-3). Con la formazione meneghina il giovane attaccante risulta prolifico soprattutto in ambito continentale, eguagliando Virdis per numero di gol nel torneo con 8 centri. Il portoghese ottiene invece un minor utilizzo in campionato, dove fa registrare 2 reti in 24 presenze.
Per la stagione 2018-19 è ceduto in prestito al Siviglia, formazione con cui, dopo un buon avvio, palesa un calo di rendimento, tanto da indurre la società andalusa a non riscattarlo.

#### Eintracht Francoforte
Rientrato al Milan, viene poi girato all'Eintracht Francoforte, rendendosi protagonista di un buon avvio di campionato. Il 10 settembre 2020 viene acquistato a titolo definitivo dal club tedesco per 9 milioni di euro, con cui firma un contratto fino al 30 giugno 2023. Nella prima stagione colleziona 16 gol in 37 presenze.
Nella stagione 2020-2021 mette insieme 29 gol e 10 assist in 34 partite tra tutte le competizioni.

#### RB Lipsia e prestiti alla Real Sociedad e al Werder Brema
Il 2 luglio 2021 viene acquistato dal RB Lipsia per 23 milioni di euro.
Il 20 agosto successivo mette a segno la sua prima rete con la maglia del Lipsia, siglando il gol del definitivo 4-0 con cui i padroni di casa si impongono sullo Stoccarda.. Il 19 ottobre segna la sua prima rete in UEFA Champions League con la squadra tedesca, nella partita in casa del Paris Saint Germain, persa per 3-2, in cui realizza il gol del momentaneo 1-1.
Il 2 agosto 2023 viene ufficializzato il suo passaggio alla Real Sociedad in prestito annuale con diritto di riscatto.
Il 3 febbraio 2025 viene ufficializzato il suo passaggio in prestito al Werder Brema.

#### Elche
Il 18 agosto 2025 si trasferisce a titolo definitivo all'Elche, neopromosso in Liga.

### Nazionale

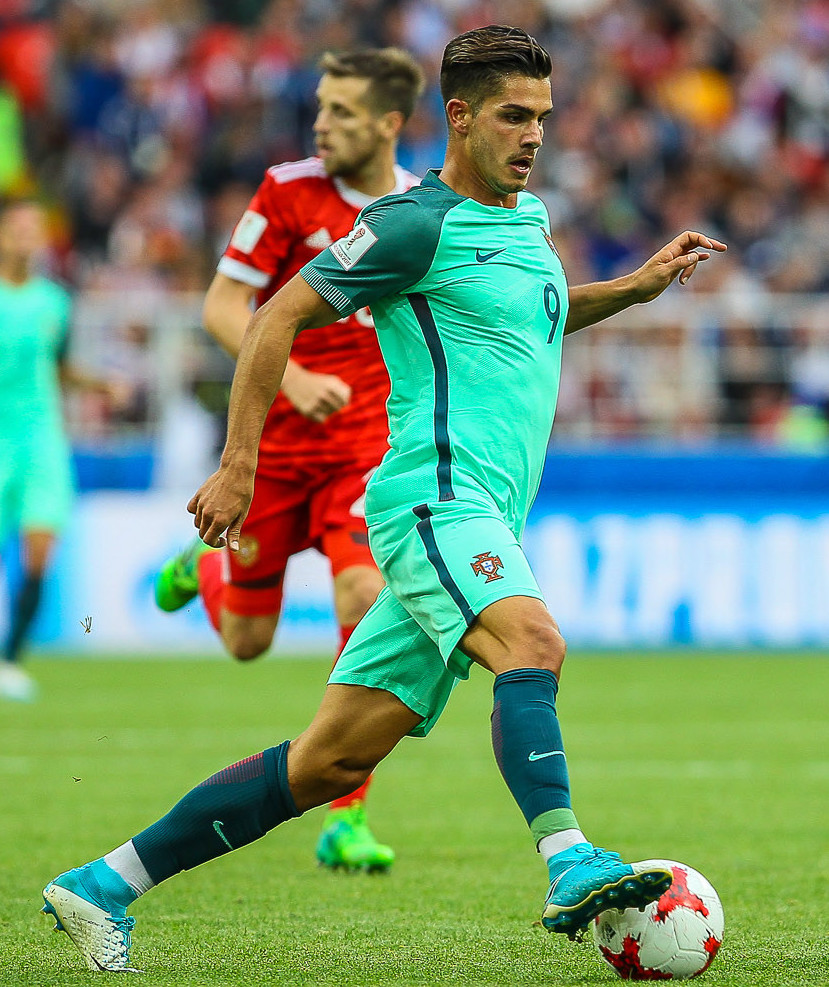
Silva con la nazionale portoghese durante Portogallo-Russia della Confederations Cup 2017.

Impostosi all'attenzione generale in occasione dei Mondiali Under-20 del 2015, con 4 realizzazioni in 5 partite, debutta nello stesso anno con l'Under-21 lusitana, segnando una tripletta ai pari età dell'Albania.
Nel 2016 esordisce poi con la nazionale maggiore, contribuendo alla qualificazione per i Mondiali 2018 con 9 reti. Viene convocato per la Confederations Cup 2017 in cui realizza un gol, fallendo poi un rigore contro il Messico nella finale di consolazione.
Presente anche alla rassegna iridata, in cui disputa tre incontri senza andare a segno, è invece decisivo con 3 gol nella prima fase della Nations League.
Nel 2021 viene convocato per l'Europeo, dove colleziona tre presenze senza andare in gol.

## Statistiche

### Presenze e reti nei club
Statistiche aggiornate al 18 agosto 2025.
| Stagione                     | Squadra                      | Campionato                   | Campionato | Campionato | Coppe nazionali | Coppe nazionali | Coppe nazionali | Coppe continentali | Coppe continentali | Coppe continentali | Altre coppe | Altre coppe | Altre coppe | Totale | Totale |
| Stagione                     | Squadra                      | Comp                         | Pres       | Reti       | Comp            | Pres            | Reti            | Comp               | Pres               | Reti               | Comp        | Pres        | Reti        | Pres   | Reti   |
| ---------------------------- | ---------------------------- | ---------------------------- | ---------- | ---------- | --------------- | --------------- | --------------- | ------------------ | ------------------ | ------------------ | ----------- | ----------- | ----------- | ------ | ------ |
| 2013-2014                    | Porto B                      | LdH                          | 21         | 3          | -               | -               | -               | -                  | -                  | -                  | -           | -           | -           | 21     | 3      |
| 2014-2015                    | Porto B                      | LdH                          | 35         | 7          | -               | -               | -               | -                  | -                  | -                  | -           | -           | -           | 35     | 7      |
| 2015-2016                    | Porto B                      | LdH                          | 29         | 14         | -               | -               | -               | -                  | -                  | -                  | -           | -           | -           | 29     | 14     |
| Totale Porto B               | Totale Porto B               | Totale Porto B               | 85         | 24         |                 | -               | -               |                    | -                  | -                  |             | -           | -           | 85     | 24     |
| 2015-2016                    | Porto                        | PL                           | 9          | 1          | CP+CdL          | 2+3             | 2+0             | UCL+UEL            | 0                  | 0                  | -           | -           | -           | 14     | 3      |
| 2016-2017                    | Porto                        | PL                           | 32         | 16         | CP+CdL          | 2+0             | 0               | UCL                | 10                 | 5                  | -           | -           | -           | 44     | 21     |
| Totale Porto                 | Totale Porto                 | Totale Porto                 | 41         | 17         |                 | 7               | 2               |                    | 10                 | 5                  |             | -           | -           | 58     | 24     |
| 2017-2018                    | Milan                        | A                            | 24         | 2          | CI              | 2               | 0               | UEL                | 14                 | 8                  | -           | -           | -           | 40     | 10     |
| 2018-2019                    | Siviglia                     | PD                           | 27         | 9          | CR              | 4               | 2               | UEL                | 8                  | 0                  | SS          | 1           | 0           | 40     | 11     |
| ago. 2019                    | Milan                        | A                            | 1          | 0          | CI              | -               | -               | -                  | -                  | -                  | -           | -           | -           | 1      | 0      |
| Totale Milan                 | Totale Milan                 | Totale Milan                 | 25         | 2          |                 | 2               | 0               |                    | 14                 | 8                  |             | -           | -           | 41     | 10     |
| 2019-2020                    | Eintracht Francoforte        | BL                           | 25         | 12         | CG              | 3               | 2               | UEL                | 9                  | 2                  | -           | -           | -           | 37     | 16     |
| 2020-2021                    | Eintracht Francoforte        | BL                           | 32         | 28         | CG              | 2               | 1               | -                  | -                  | -                  | -           | -           | -           | 34     | 29     |
| Totale Eintracht Francoforte | Totale Eintracht Francoforte | Totale Eintracht Francoforte | 57         | 40         |                 | 5               | 3               |                    | 9                  | 2                  |             | -           | -           | 71     | 45     |
| 2021-2022                    | RB Lipsia                    | BL                           | 33         | 11         | CG              | 6               | 2               | UCL+UEL            | 6+6                | 3+1                | -           | -           | -           | 51     | 17     |
| 2022-2023                    | RB Lipsia                    | BL                           | 31         | 4          | CG              | 4               | 2               | UCL                | 8                  | 3                  | SG          | 1           | 0           | 44     | 9      |
| 2023-2024                    | Real Sociedad                | PD                           | 19         | 3          | CR              | 5               | 1               | UCL                | 2                  | 0                  | -           | -           | -           | 26     | 4      |
| 2024-feb. 2025               | RB Lipsia                    | BL                           | 8          | 1          | CG              | 3               | 0               | UCL                | 4                  | 0                  | -           | -           | -           | 15     | 1      |
| Totale RB Lipsia             | Totale RB Lipsia             | Totale RB Lipsia             | 72         | 16         |                 | 13              | 4               |                    | 24                 | 7                  |             | 1           | 0           | 110    | 27     |
| feb.-giu. 2025               | Werder Brema                 | BL                           | 7          | 1          | CG              | 1               | 0               | -                  | -                  | -                  | -           | -           | -           | 8      | 1      |
| 2025-2026                    | Elche                        | PD                           | -          | -          | CR              | -               | -               | -                  | -                  | -                  | -           | -           | -           | -      | -      |
| Totale carriera              | Totale carriera              | Totale carriera              | 333        | 112        |                 | 37              | 12              |                    | 67                 | 22                 |             | 2           | 0           | 439    | 146    |

### Cronologia presenze e reti in nazionale
| Cronologia completa delle presenze e delle reti in nazionale ― Portogallo | Cronologia completa delle presenze e delle reti in nazionale ― Portogallo | Cronologia completa delle presenze e delle reti in nazionale ― Portogallo | Cronologia completa delle presenze e delle reti in nazionale ― Portogallo | Cronologia completa delle presenze e delle reti in nazionale ― Portogallo | Cronologia completa delle presenze e delle reti in nazionale ― Portogallo | Cronologia completa delle presenze e delle reti in nazionale ― Portogallo | Cronologia completa delle presenze e delle reti in nazionale ― Portogallo |
| Data                                                                      | Città                                                                     | In casa                                                                   | Risultato                                                                 | Ospiti                                                                    | Competizione                                                              | Reti                                                                      | Note                                                                      |
| ------------------------------------------------------------------------- | ------------------------------------------------------------------------- | ------------------------------------------------------------------------- | ------------------------------------------------------------------------- | ------------------------------------------------------------------------- | ------------------------------------------------------------------------- | ------------------------------------------------------------------------- | ------------------------------------------------------------------------- |
| 1-9-2016                                                                  | Porto                                                                     | Portogallo                                                                | 5 – 0                                                                     | Gibilterra                                                                | Amichevole                                                                | -                                                                         | 46’                                                                       |
| 6-9-2016                                                                  | Basilea                                                                   | Svizzera                                                                  | 2 – 0                                                                     | Portogallo                                                                | Qual. Mondiali 2018                                                       | -                                                                         | 46’                                                                       |
| 7-10-2016                                                                 | Aveiro                                                                    | Portogallo                                                                | 6 – 0                                                                     | Andorra                                                                   | Qual. Mondiali 2018                                                       | 1                                                                         |                                                                           |
| 10-10-2016                                                                | Tórshavn                                                                  | Fær Øer                                                                   | 0 – 6                                                                     | Portogallo                                                                | Qual. Mondiali 2018                                                       | 3                                                                         | 80’                                                                       |
| 13-11-2016                                                                | Faro                                                                      | Portogallo                                                                | 4 – 1                                                                     | Lettonia                                                                  | Qual. Mondiali 2018                                                       | -                                                                         |                                                                           |
| 25-3-2017                                                                 | Lisbona                                                                   | Portogallo                                                                | 3 – 0                                                                     | Ungheria                                                                  | Qual. Mondiali 2018                                                       | 1                                                                         | 86’                                                                       |
| 3-6-2017                                                                  | Estoril                                                                   | Portogallo                                                                | 4 – 0                                                                     | Cipro                                                                     | Amichevole                                                                | 1                                                                         |                                                                           |
| 9-6-2017                                                                  | Riga                                                                      | Lettonia                                                                  | 0 – 3                                                                     | Portogallo                                                                | Qual. Mondiali 2018                                                       | 1                                                                         | 80’                                                                       |
| 18-6-2017                                                                 | Kazan'                                                                    | Portogallo                                                                | 2 – 2                                                                     | Messico                                                                   | Conf. Cup 2017 - 1º turno                                                 | -                                                                         | 82’                                                                       |
| 18-6-2017                                                                 | Mosca                                                                     | Russia                                                                    | 0 – 1                                                                     | Portogallo                                                                | Conf. Cup 2017 - 1º turno                                                 | -                                                                         | 78’                                                                       |
| 24-6-2017                                                                 | San Pietroburgo                                                           | Nuova Zelanda                                                             | 0 – 4                                                                     | Portogallo                                                                | Conf. Cup 2017 - 1º turno                                                 | 1                                                                         |                                                                           |
| 28-6-2017                                                                 | Kazan'                                                                    | Portogallo                                                                | 0 – 0 dts (0 – 3 dtr)                                                     | Cile                                                                      | Conf. Cup 2017 - Semifinale                                               | -                                                                         | 43’ 76’                                                                   |
| 2-7-2017                                                                  | Mosca                                                                     | Portogallo                                                                | 2 – 1                                                                     | Messico                                                                   | Conf. Cup 2017 - Finale 3º posto                                          | -                                                                         |                                                                           |
| 31-8-2017                                                                 | Porto                                                                     | Portogallo                                                                | 5 – 1                                                                     | Fær Øer                                                                   | Qual. Mondiali 2018                                                       | -                                                                         | 81’                                                                       |
| 3-9-2017                                                                  | Budapest                                                                  | Ungheria                                                                  | 0 – 1                                                                     | Portogallo                                                                | Qual. Mondiali 2018                                                       | 1                                                                         | 86’                                                                       |
| 7-10-2017                                                                 | Andorra la Vella                                                          | Andorra                                                                   | 0 – 2                                                                     | Portogallo                                                                | Qual. Mondiali 2018                                                       | 1                                                                         | 90’                                                                       |
| 10-10-2017                                                                | Lisbona                                                                   | Portogallo                                                                | 2 – 0                                                                     | Svizzera                                                                  | Qual. Mondiali 2018                                                       | 1                                                                         | 75’                                                                       |
| 10-11-2017                                                                | Viseu                                                                     | Portogallo                                                                | 3 – 0                                                                     | Arabia Saudita                                                            | Amichevole                                                                | -                                                                         |                                                                           |
| 23-3-2018                                                                 | Zurigo                                                                    | Egitto                                                                    | 1 – 2                                                                     | Portogallo                                                                | Amichevole                                                                | -                                                                         | 76’                                                                       |
| 26-3-2018                                                                 | Ginevra                                                                   | Portogallo                                                                | 0 – 3                                                                     | Paesi Bassi                                                               | Amichevole                                                                | -                                                                         | 46’                                                                       |
| 28-5-2018                                                                 | Braga                                                                     | Portogallo                                                                | 2 – 2                                                                     | Tunisia                                                                   | Amichevole                                                                | 1                                                                         |                                                                           |
| 2-6-2018                                                                  | Bruxelles                                                                 | Belgio                                                                    | 0 – 0                                                                     | Portogallo                                                                | Amichevole                                                                | -                                                                         | 78’                                                                       |
| 7-6-2018                                                                  | Lisbona                                                                   | Portogallo                                                                | 3 – 0                                                                     | Algeria                                                                   | Amichevole                                                                | -                                                                         | 74’                                                                       |
| 15-6-2018                                                                 | Soči                                                                      | Portogallo                                                                | 3 – 3                                                                     | Spagna                                                                    | Mondiali 2018 - 1º turno                                                  | -                                                                         | 80’                                                                       |
| 25-6-2018                                                                 | Saransk                                                                   | Iran                                                                      | 1 – 1                                                                     | Portogallo                                                                | Mondiali 2018 - 1º turno                                                  | -                                                                         | 90+6’                                                                     |
| 30-6-2018                                                                 | Soči                                                                      | Uruguay                                                                   | 2 – 1                                                                     | Portogallo                                                                | Mondiali 2018 - Ottavi di finale                                          | -                                                                         | 74’                                                                       |
| 6-9-2018                                                                  | Lisbona                                                                   | Portogallo                                                                | 1 – 1                                                                     | Croazia                                                                   | Amichevole                                                                | -                                                                         | 89’                                                                       |
| 10-9-2018                                                                 | Lisbona                                                                   | Portogallo                                                                | 1 – 0                                                                     | Italia                                                                    | UEFA Nations League 2018-2019 - 1º turno                                  | 1                                                                         |                                                                           |
| 11-10-2018                                                                | Chorzów                                                                   | Polonia                                                                   | 2 – 3                                                                     | Portogallo                                                                | UEFA Nations League 2018-2019 - 1º turno                                  | 1                                                                         | 37’                                                                       |
| 17-11-2018                                                                | Milano                                                                    | Italia                                                                    | 0 – 0                                                                     | Portogallo                                                                | UEFA Nations League 2018-2019 - 1º Turno                                  | -                                                                         | 90’                                                                       |
| 20-11-2018                                                                | Guimarães                                                                 | Portogallo                                                                | 1 – 1                                                                     | Polonia                                                                   | UEFA Nations League 2018-2019 - 1º turno                                  | 1                                                                         | 64’ 87’                                                                   |
| 22-3-2019                                                                 | Lisbona                                                                   | Portogallo                                                                | 0 – 0                                                                     | Ucraina                                                                   | Qual. Euro 2020                                                           | -                                                                         | 73’                                                                       |
| 25-3-2019                                                                 | Lisbona                                                                   | Portogallo                                                                | 1 – 1                                                                     | Serbia                                                                    | Qual. Euro 2020                                                           | -                                                                         | 57’                                                                       |
| 17-11-2019                                                                | Lussemburgo                                                               | Lussemburgo                                                               | 0 – 2                                                                     | Portogallo                                                                | Qual. Euro 2020                                                           | -                                                                         | 71’                                                                       |
| 5-9-2020                                                                  | Porto                                                                     | Portogallo                                                                | 4 – 1                                                                     | Croazia                                                                   | UEFA Nations League 2020-2021 - 1º turno                                  | 1                                                                         | 88’                                                                       |
| 7-10-2020                                                                 | Lisbona                                                                   | Portogallo                                                                | 0 – 0                                                                     | Spagna                                                                    | Amichevole                                                                | -                                                                         | 46’                                                                       |
| 14-10-2020                                                                | Lisbona                                                                   | Portogallo                                                                | 3 – 0                                                                     | Svezia                                                                    | UEFA Nations League 2020-2021 - 1º turno                                  | -                                                                         | 75’                                                                       |
| 24-3-2021                                                                 | Torino                                                                    | Portogallo                                                                | 1 – 0                                                                     | Azerbaigian                                                               | Qual. Mondiali 2022                                                       | -                                                                         | 75’                                                                       |
| 9-6-2021                                                                  | Lisbona                                                                   | Portogallo                                                                | 4 – 0                                                                     | Israele                                                                   | Amichevole                                                                | -                                                                         | 46’                                                                       |
| 15-6-2021                                                                 | Budapest                                                                  | Ungheria                                                                  | 0 – 3                                                                     | Portogallo                                                                | Euro 2020 - 1º turno                                                      | -                                                                         | 81’                                                                       |
| 19-6-2021                                                                 | Monaco di Baviera                                                         | Portogallo                                                                | 2 – 4                                                                     | Germania                                                                  | Euro 2020 - 1º turno                                                      | -                                                                         | 83’                                                                       |
| 27-6-2021                                                                 | Siviglia                                                                  | Belgio                                                                    | 1 – 0                                                                     | Portogallo                                                                | Euro 2020 - Ottavi di finale                                              | -                                                                         | 70’                                                                       |
| 1-9-2021                                                                  | Faro                                                                      | Portogallo                                                                | 2 – 1                                                                     | Irlanda                                                                   | Qual. Mondiali 2022                                                       | -                                                                         | 46’                                                                       |
| 4-9-2021                                                                  | Debrecen                                                                  | Qatar                                                                     | 1 – 3                                                                     | Portogallo                                                                | Amichevole                                                                | 1                                                                         | 59’                                                                       |
| 7-9-2021                                                                  | Baku                                                                      | Azerbaigian                                                               | 0 – 3                                                                     | Portogallo                                                                | Qual. Mondiali 2022                                                       | 1                                                                         |                                                                           |
| 9-10-2021                                                                 | Faro                                                                      | Portogallo                                                                | 3 – 0                                                                     | Qatar                                                                     | Amichevole                                                                | 1                                                                         |                                                                           |
| 12-10-2021                                                                | Faro                                                                      | Portogallo                                                                | 5 – 0                                                                     | Lussemburgo                                                               | Qual. Mondiali 2022                                                       | -                                                                         | 73’                                                                       |
| 11-11-2021                                                                | Dublino                                                                   | Irlanda                                                                   | 0 – 0                                                                     | Portogallo                                                                | Qual. Mondiali 2022                                                       | -                                                                         | 75’                                                                       |
| 14-11-2021                                                                | Lisbona                                                                   | Portogallo                                                                | 1 – 2                                                                     | Serbia                                                                    | Qual. Mondiali 2022                                                       | -                                                                         | 90+2’                                                                     |
| 2-6-2022                                                                  | Siviglia                                                                  | Spagna                                                                    | 1 – 1                                                                     | Portogallo                                                                | UEFA Nations League 2022-2023 - 1º turno                                  | -                                                                         | 62’                                                                       |
| 12-6-2022                                                                 | Lancy                                                                     | Svizzera                                                                  | 1 – 0                                                                     | Portogallo                                                                | UEFA Nations League 2022-2023 - 1º turno                                  | -                                                                         |                                                                           |
| 17-11-2022                                                                | Lisbona                                                                   | Portogallo                                                                | 4 – 0                                                                     | Nigeria                                                                   | Amichevole                                                                | -                                                                         | 66’                                                                       |
| 2-12-2022                                                                 | Al Rayyan                                                                 | Corea del Sud                                                             | 2 – 1                                                                     | Portogallo                                                                | Mondiali 2022 - 1º turno                                                  | -                                                                         | 65’                                                                       |
| Totale                                                                    |                                                                           | Presenze                                                                  | 53                                                                        |                                                                           | Reti                                                                      | 19                                                                        |                                                                           |

## Palmarès

### Club

#### Competizioni nazionali
- Segunda Liga: 1

Porto B: 2015-2016
- Coppa di Germania: 2

RB Lipsia: 2021-2022, 2022-2023